# Festo de Mérida
Festo de Mérida o simplemente Festo fue obispo de  Mérida desde algo antes del año 672. Se tienen noticias de su existencia por una carta que envió el rey  Egica a los padres conciliares del XVI Concilio de Toledo, concilio de los Obispos del Reino de los Visigodos celebrado en el año 693 en Toledo. Comenzó el 25 de abril del 693 y concluyó el 2 de mayo. Las sesiones se desarrollaron en la Iglesia de los Santos Apóstoles Pedro y Pablo en la Vega Baja de Toledo, con asistencia de sesenta y dos obispos (los obispos de la Narbonense no pudieron asistir a causa de una epidemia que asolaba la provincia), cinco abades y seis condes palatinos. Este escrito en el que se menciona a Festo como obispo de  Mérida se retrotrae al principio del reinado del rey  Wamba. Como este rey comenzó su reinado el 1 de septiembre del año 672, debe fijarse la fecha del comienzo del pontificado de este obispo antes del año 672.
El suceso que relata el rey se refiere a un personaje llamado «Theodemundo» el cual, al parecer del obispo Festo, había cometido una mala acción merecedora de castigo por lo que el obispo recurrió al rey Wamba. El resultado fue poner a Theodemundo en el oficio de «Numerario», empleo que estaba muy por debajo de la fama y linaje de esta persona ya que «el numerario» era, como define la raíz latina del nombre,  el encargado de recoger las rentas y tributos públicos por lo que Theodomundo consideraba que se había atropellado su honor aunque siguió ejerciéndolo durante un año.
Cuando se enteró el rey Egica de la injuria hecha con Theodemundo, no se contentó con que lo elevasen al cargo honorífico de «Spathario» o «Capitán de la Guardia» sino que propuso a los padres conciliares que quedase anulada civil y eclesiásticamente la pena impuesta a esta persona y que no se molestase a su familia por esta causa. Este suceso consta en uno de los documentos del concilio de la siguiente forma:

Et quia praedecessor nostra divae memoriae Mñs. Vamba Rex in ipsis regnandi primordis Theodemundum Spatarium nostrum contra generis vel ordinis sui unum, FESTI quondam incitatione Emeritensis Episcopi, solius tantum Regiae potestates impulsu, in eadem Emeritensis urbe Numerariae Officium agere instituit.

 Se desconoce el año de su muerte pero esta ocurrió con seguridad antes de 680 ya que en ese año ya ocupaba Esteban II la sede obispal emeritense.